# STS-104
STS-104 var en flygning i USA:s rymdfärjeprogram till Internationella rymdstationen ISS, flygningen genomfördes med rymdfärjan Atlantis. Den sköts upp från Pad 39B vid Kennedy Space Center i Florida den 12 juli 2001. Efter nästan tretton dagar i omloppsbana runt jorden återinträdde rymdfärjan i jordens atmosfär och landade vid Kennedy Space Center.
Flygningens huvudmål var att leverera den amerikanska luftslussmodulen Quest till stationen. Atlantis sköts upp den 12 juli 2001 och dockade med stationen den 14 juli.

## Väckningar
Under Geminiprogrammet började NASA spela musik för besättningar och sedan Apollo 15 har man varje "morgon" väckt besättningen med ett musikstycke, särskilt utvalt antingen för en enskild astronaut eller för de förhållanden som råder.
| Dag | Låt                                              | Artist/Kompositör                               |
| --- | ------------------------------------------------ | ----------------------------------------------- |
| 2   | "Wallace Courts Murron" från Braveheart          |                                                 |
| 3   | "God of Wonders"                                 | Caedmons Call                                   |
| 4   | "Space Cowboy"                                   | 'N Sync                                         |
| 5   | "No Woman, No Cry"                               | Bob Marley                                      |
| 6   | "Nobody Does it Better" från Älskade spion       | Carly Simon                                     |
| 7   | "Happy Birthday, Darling"                        | Conway Twitty                                   |
| 8   | "All I Wanna Do"                                 | Sheryl Crow                                     |
| 9   | "A Time to Dance"                                | Space Center Intermediate School Symphonic Band |
| 10  | "I Could Write a Book" från When Harry Met Sally | Harry Connick Jr.                               |
| 11  | "Who Let the Dogs Out"                           | The Baha Boys                                   |
| 12  | "Orinoco Flow"                                   | Enya                                            |
| 13  | "Honey, I'm Home"                                | Shania Twain                                    |
| 14  | "Hold Back the Rain"                             | Duran Duran                                     |